# Puncturella cooperi
Puncturella cooperi är en snäckart som beskrevs av Carpenter 1864. Puncturella cooperi ingår i släktet Puncturella och familjen nyckelhålssnäckor. Inga underarter finns listade i Catalogue of Life.